# 鈴木馨祐
鈴木 馨祐（すずき けいすけ、1977年〈昭和52年〉2月9日 - ）は、日本の政治家、大蔵・財務官僚。自由民主党所属の衆議院議員（6期）、法務大臣（第110代）。
国土交通大臣政務官兼内閣府大臣政務官、自由民主党青年局長、財務副大臣、外務副大臣、自由民主党財務金融部会長、衆議院法務委員長等を歴任した。

## 来歴
イギリスロンドンにて出生。目黒区立不動小学校、開成中学校・高等学校を経て東京大学法学部第3類（政治コース）卒業後、大蔵省（現：財務省）に入省。国際局総務課に配属される。2000年7月、国際局開発政策課。その後、福岡国税局勤務、ジョージタウン大学フェロー、ニューヨーク副領事、厚生労働省職業安定局出向などを経て2005年8月に退官。

### 国政へ
2005年9月11日の第44回衆議院議員総選挙に比例南関東ブロック単独で自民党から立候補し、初当選。2006年12月9日、麻生派（為公会）の旗揚げに参加。2009年8月30日の第45回衆議院議員総選挙では、引退表明した同じ派閥の鈴木恒夫の後継者として神奈川7区から立候補（同じ苗字だが血縁関係はない）したが落選。2012年12月16日の第46回衆議院議員総選挙では、再度神奈川7区から立候補し当選、国政に復帰した。
2014年12月14日の第47回衆議院議員総選挙で3選。第3次安倍内閣で国土交通大臣政務官（土地・建設産業、鉄道、自動車、観光及び気象の担当）兼内閣府大臣政務官に任命される。2016年8月、自民党青年局長に就任し2018年10月まで務める。2017年10月、アール・エフ・ラジオ日本で黒田有彩と組んで「SPARK IGNITION」担当開始。10月22日の第48回衆議院議員総選挙で、立憲民主党の中谷一馬、希望の党の新人を破り4選（中谷は比例復活）。
2018年10月4日、第4次安倍改造内閣で財務副大臣（担務は税制改正、関税改正、国際問題、参議院関係の事務）に就任。2019年9月13日、第4次安倍第2次改造内閣で外務副大臣（担当は中東・アフリカ、北米、中南米、国際協力、地球環境問題など）に就任。2020年10月、財務省と金融庁所管の政策を扱う自民党財務金融部会長に就任。同年11月、自民党金融調査会幹事長代行を併任する。2021年10月31日、第49回衆議院議員総選挙で中谷に接戦に追い込まれるも辛勝し5選。同年11月、衆議院法務委員長、自民党広報副本部長、自民党金融調査会幹事長、自民党企業会計小委員長に就任。2022年8月、自民党政務調査会副会長、台湾政策検討プロジェクトチーム座長に就任。2024年10月27日、第50回衆議院議員総選挙で中谷に敗れたが、比例復活で6選。

### 初入閣
11月11日、第2次石破内閣において、落選した牧原秀樹の後任として法務大臣として初入閣。危険運転致死傷罪に関する法改正の検討を2025年2月10日に、再審制度見直しに向けた法改正の検討を同年3月28日に法制審議会に諮問した他、「国民の安全・安心のための不法滞在者ゼロプラン」をとりまとめ5月23日に発表した。また、6月23日には、座間9人殺害事件の被告人Sの死刑執行命令書にサインした(刑は4日後の27日に執行された)。

## 政策・主張

### 憲法
- 憲法改正について、2012年の毎日新聞社のアンケートで「賛成」と回答[15]。2014年、2017年の朝日新聞社のアンケートで「賛成」と回答[16][17]。

- 9条改憲について、2014年の毎日新聞社のアンケートで「賛成」と回答[18]。2017年の毎日新聞社のアンケートで「改正して、自衛隊の役割や限界を明記すべき」と回答[19]。

- 2014年7月1日、政府は従来の憲法解釈を変更し、集団的自衛権の行使を容認することを閣議で決定[20]。この閣議決定を評価するかとの問いに対し、同年の朝日新聞社のアンケートで「大いに評価する」と回答[16]。集団的自衛権の行使に賛成かとの問いに対し、同年の毎日新聞社のアンケートで「賛成」と回答[18]。

### 外交・安全保障
- 普天間基地の移設問題について、2012年の毎日新聞社のアンケートで「名護市辺野古に移設すべき」と回答[15]。

- 「政府が尖閣諸島を国有化したことを評価するか」との問いに対し、2012年の毎日新聞社のアンケートで「評価する」と回答[15]。

- 従軍慰安婦に対する旧日本軍の関与を認めた「河野談話」の見直し議論について、2014年の毎日新聞社のアンケートで回答しなかった[18]。

- 安全保障関連法の成立について、2017年のアンケートで「評価する」と回答[17]。

### その他
- 選択的夫婦別姓制度の導入について、2017年のアンケートで「賛成」と回答[17]。

- 同性婚を可能とする法改正について、2017年のアンケートで「賛成」と回答[17]。

- アベノミクスについて、2014年の毎日新聞社のアンケートで「評価する」と回答[18]。2017年の朝日新聞社のアンケートでは「どちらかと言えば評価する」と回答[17]、同年の毎日新聞社のアンケートでは「評価する」と回答[19]。

- 安倍内閣による森友学園問題・加計学園問題への対応について、2017年のアンケートで「どちらとも言えない」と回答[17]。

- 「原子力発電所は日本に必要だと思うか」との問いに対し、2014年の毎日新聞社のアンケートで「必要」と回答[18]。

- 首相の靖国神社参拝について、2014年、2017年のアンケートで「どちらとも言えない」と回答[16][17]。

- 「『道徳』を小中学校の授業で教え、子供を評価することに賛成か、反対か」との問いに対し、2014年の毎日新聞社のアンケートで「賛成」と回答[18]。

- 「ドナルド・トランプ大統領を信頼できるか」との問いに対し、2017年の毎日新聞社のアンケートで「信頼できる」と回答[19]。

- カジノ解禁について、2017年の毎日新聞社のアンケートで「賛成」と回答[19]。
- 死刑制度には賛成で有る。

## 所属団体・議員連盟
所属する議員連盟
- 次世代の税制を考える会　幹事世話人
- 監査法人の監視・監督のための国際機関(IFIAR)を日本に誘致する議員の会　会長
- 地球環境国際議員連盟(GLOBE japan)　事務総長
- NGO・NPOの戦略的あり方を検討する会　事務局長
- 核軍縮・不拡散議員連盟(PNND)日本　事務局長
- 国際連合食糧農業機関(FAO)議員連盟　事務局長
- 北朝鮮に拉致された日本人を早期に救出するために行動する議員連盟　事務局次長
- グラウンド・ゴルフ振興議員連盟　幹事
- 日本・台湾 経済文化交流を促進する若手議員の会(日台若手議連)　幹事

## 選挙歴
| 当落 | 選挙                   | 執行日         | 年齢 | 選挙区             | 政党       | 得票数     | 得票率 | 定数 | 得票順位 /候補者数 | 政党内比例順位 /政党当選者数 |
| ---- | ---------------------- | -------------- | ---- | ------------------ | ---------- | ---------- | ------ | ---- | ------------------ | ---------------------------- |
| 当   | 第44回衆議院議員総選挙 | 2005年09月11日 | 28   | 比例南関東ブロック | 自由民主党 | ー票       | ー%    | 22   | ー/ー              | 8/10                         |
| 落   | 第45回衆議院議員総選挙 | 2009年08月30日 | 32   | 神奈川県第7区      | 自由民主党 | 10万9844票 | 39.99% | 1    | 2/3                | /                            |
| 当   | 第46回衆議院議員総選挙 | 2012年12月16日 | 35   | 神奈川県第7区      | 自由民主党 | 10万5920票 | 42.13% | 1    | 1/5                | /                            |
| 当   | 第47回衆議院議員総選挙 | 2014年12月14日 | 37   | 神奈川県第7区      | 自由民主党 | 10万1088票 | 44.38% | 1    | 1/5                | /                            |
| 当   | 第48回衆議院議員総選挙 | 2017年10月22日 | 40   | 神奈川県第7区      | 自由民主党 | 10万3324票 | 47.00% | 1    | 1/3                | /                            |
| 当   | 第49回衆議院議員総選挙 | 2021年10月31日 | 44   | 神奈川県第7区      | 自由民主党 | 12万8870票 | 50.86% | 1    | 1/2                | /                            |
| 比当 | 第50回衆議院議員総選挙 | 2024年10月27日 | 47   | 神奈川県第7区      | 自由民主党 | 6万1337票  | 37.00% | 1    | 2/4                | 1/7                          |

## 著書

### 寄稿
- 自民党国家戦略本部 編『日本未来図2030』、日経BP社、2014年12月、ISBN 4822225194

## 不祥事

### 政治資金収支報告書への記載漏れ
鈴木は、自民党の政治資金規正法改正案提出者であった2024年6月12日の参院政治改革特別委員会で、自身が代表を務める党支部の2021年政治資金収支報告書に計282万円の記載漏れがあったと明らかにした。「大変反省しており、おわびしたい」と述べた。鈴木は2021年の衆院選の際に「陣中見舞いなどの寄付で企業・団体に関するものが全て漏れていた」と説明。記載漏れは10件で、ミスだったと強調した。

## 人物
自民党青年局長を2年2か月務め、自民党台湾政策検討プロジェクトチーム座長を務めるなど、親台湾色が強い政治家と認識されている。頼清徳台湾総統とは特に親交が厚いことが台湾でも知られており、実際頼清徳は行政院長退任後の2019年5月に鈴木の選挙区である横浜市港北区・都筑区を訪れている。
法務大臣として2025年2月に戸籍の国籍記載欄に「台湾」との記載を可能とすることを発表した際には、中国側の反発の声を指摘した記者に対し、「日本の内政上の判断で、答える必要はない」と述べた。